# Війна чикамунга
Війна чикамунга (англ. Chickamauga Wars), також відома як Черокі-американські війни (англ. Cherokee–American wars) — збройне протистояння між черокі та американськими поселенцями на фронтирі, яке являло собою серію епізодичних рейдів, кампаній, засідок, незначних сутичок і кількох повномасштабних прикордонних битв на Старому Південному Заході в період з 1776 до 1794 рік. Більшість подій відбулися у регіоні Верхній Південь. Хоча бойові дії тривали протягом усього періоду, були значні проміжки часу, коли зіткнення не відбувалися взагалі або мали незначний характер.
Лідер черокі вождь Той, що тягне каное, якого деякі історики називали «диким Наполеоном», і його воїни, а також інші черокі билися разом із воїнами кількох інших племен, найчастіше мускоги у Старому Південному Заході і шауні на Старому Північному Заході. Під час американської війни за незалежність вони також билися пліч-о-пліч з британськими військами, лоялістським ополченням і королівськими рейнджерами Кароліни проти повсталих колоністів, сподіваючись вигнати їх зі своєї території.
Відкрито війна спалахнула влітку 1776 року в поселеннях Овермаунтін Вашингтонського округу, переважно вздовж річок Ватауга, Голстон і Нолічукі та Доу в Східному Теннессі, а також у колоніях (пізніше штатах) Вірджинія, Північна Кароліна, Південна Кароліна і Джорджія. Пізніше конфлікт поширився на поселення вздовж річки Камберленд у Середньому Теннессі та Кентуккі.
Війну чикамунга можна розділити на дві фази. Перша фаза відбулася з 1776 по 1783 рік, під час якої черокі воювали як союзники королівства Великої Британії проти американських колоній. Війна черокі 1776 року охопила всю націю черокі. Наприкінці 1776 року єдиними войовничими черокі залишилися ті, хто мігрував з «Тим, що тягне каное» до міст Чикамауга і став відомим як Чикамунга Черокі. Другий етап війни тривав з 1783 по 1794 рік. Черокі служили помічниками віце-королівства Нова Іспанія проти нещодавно утворених Сполучених Штатів Америки. Через те, що вони мігрували на захід до нових поселень, спочатку відомих як «п'ять нижніх міст», посилаючись на їх розташування в Підмонті, ці люди стали відомі як «нижні черокі». Цей термін використовувався ще в XIX столітті. Чикамауга завершила свою війну в листопаді 1794 року підписанням миру у Телліко блокхаузі.
У 1786 році лідер ірокезів Джозеф Брант, головний військовий вождь ірокезів, організував Північно-Західну конфедерацію племен, щоб протистояти заселення американцями країни Огайо. «Нижні черокі» були одними з основних засновниками цього союзу та воювали у Північно-західній індіанській війні, що стала результатом цього конфлікту. Північно-західна індіанська війна завершилася Грінвільським мирним договором 1795 року.
Завершення індіанських воєн дозволило заселити те, що було названо «індіанською територією» в Королівській прокламації 1763 року, і завершилося створенням перших трансаппалачських штатів, Кентуккі в 1792 році та Огайо в 1803 році.